# منطقة القرم الفيدرالية
كانت منطقة القرم الفيدرالية (بالروسية: Кры́мский федера́льный о́круг)‏ منطقة فيدرالية روسية. تأسست في 21 مارس 2014 بعد ضم الاتحاد الروسي شبه جزيرة القرم. كانت تضم المنطقة الفيدرالية كلاً من جمهورية القرم ومدينة سيفاستوبول الفيدرالية، وكلاهما معترف بهما كجزء من أوكرانيا من قبل معظم المجتمع الدولي. تعتبر أوكرانيا المنطقة إلى جانب جمهورية لوغانسك الشعبية وجمهورية دونيتسك الشعبية أنها أراضي محتلة. عيين أوليغ بيلافينتسيف مبعوثًا رئاسيًا.
في 28 يوليو 2016 أُلغيت مقاطعة القرم الفيدرالية التي كانت أصغر المقاطعات الفيدرالية الروسية ودمجت في المقاطعة الفيدرالية الجنوبية من أجل «زيادة كفاءة عمل هيئات الدولة الفيدرالية».

## الكيانات الفدرالية
| Crimean Federal District | Crimean Federal District | Crimean Federal District | Crimean Federal District | Crimean Federal District | Crimean Federal District |
| #                        | الغلم                    | الاسم                    | المساحة (كم2)            | عدد السكان               | المركز الإداري           |
| ------------------------ | ------------------------ | ------------------------ | ------------------------ | ------------------------ | ------------------------ |
| 1                        |                          | جمهورية القرم            | 26,100                   | 1,966,801                | سيمفروبول                |
| 2                        |                          | سيفاستوبول               | 900                      | 379,200                  | سيفاستوبول               |